# Айтуган (Мелеузівський район)
Айтуга́н (рос. Айтуган, башк. Айтуған) — присілок у складі Мелеузівського району Башкортостану, Росія. Входить до складу Мелеузівського сільської ради.
Населення — 107 осіб (2010; 82 в 2002).
Національний склад:
- татари — 49%
- башкири — 46%